# Liisa Remmelg
Liisa Remmelg  (geb. Soomets; * 7. Juni 1997 in Tartu) ist eine estnische Beachvolleyball- und ehemalige Volleyballspielerin. Sie wurde sechsmal mit der gleichen Partnerin Landesmeisterin im Sand. (Stand: Juli 2025)

## Karriere

### Karriere Halle
Die Libera wurde mit Audentes SG/NK zweimal Fünfte in der höchsten Liga ihres Heimatlandes und stand in der ersten Saison in der Vorschlussrunde des estnischen Pokals. Nach einem Jahr Pause wechselte sie zu Tartu Ülikool/Eeden. Mit ihrem neuen Verein belegte sie ebenfalls den fünften Platz in der Meisterschaft und wurde in der Baltic League Zwölfte. Während der Zeit von 2013 bis 2015 unterstützte die Athletin darüber hinaus noch verschiedene Underage-Nationalteams.

### Karriere Beach
Zum ersten Mal an einer estnischen Meisterschaft im Sand nahm Soomets 2015 mit Heleene Hollas teil. Nach dem fünften Platz erreichten die beiden bei der U20-Europameisterschaft in Larnaka das Achtelfinale. In den folgenden sechs Jahren standen sie jedes Mal im Endspiel ihrer Landesmeisterschaft, das sie nur 2017 verloren. Eine Saison später belegten sie bei der Studentenweltmeisterschaft den zwölften Platz von 32 Paaren. 2019 gelang ihnen ihr erster internationaler Sieg bei einer East European Volleyball Zonal Association (EEVZA)-Veranstaltung und weitere zwei Spielzeiten danach kam der erste Erfolg bei einem FIVB-Event dazu. Beim Ein-Stern-Turnier in Sofia bezwangen sie im Finale Margherita Bianchin und Chiara They. Bei den Futures 2022 in Cirò Marina sowie 2023 in Corigliano-Rossano und Warschau Wilanów erkämpften sie Finalteilnahmen. Zum obersten Platz auf dem Treppchen reichte es dagegen für Hollas und Remmelg, wie Soomets inzwischen hieß, erst wieder bei der estnischen Meisterschaft.
2024 kamen weitere Endspiele bei den Futures in Baden und Balıkesir hinzu, der erste Sieg bei einem gleichartigen Event gelang den Estinnen eine Saison später in Qingshan. Kurz zuvor hatten sie die Qualifikation für die Endrunde des Beachvolleyball Nations Cups erfolgreich überstanden, bei der Hollas mit einer anderen Partnerin antrat.

## Privates
Die Sportlerin besuchte das Tartu Tamme Gümnaasium in ihrem Heimatort.